# Kurubarahalli, Hosadurga
Kurubarahalli là một làng thuộc tehsil Hosadurga, huyện Chitradurga, bang Karnataka, Ấn Độ.